# Mikes Éva
Mikes Éva, eredetileg Misics Éva (Budapest, 1938. december 22. – Budapest, 1986. február 5.) magyar táncdalénekesnő.

## Életpályája
Zenei tanulmányait Majláth Júliánál, valamint a Magyar Rádió Tánczenei Stúdiójában Balassa Péter Tamásnál végezte. Iskolai tanulmányait a sülysápi közgazdaságtan és műszaki gimnáziumban folytatta. 
Az 1950-es évek végén együtt tűnt fel Koós Jánossal, Toldy Máriával és Sárosi Katalinnal egyidőben. Mint táncdalénekes szerepelt Európa számos országában. A Sopoti Nemzetközi Táncdalfesztiválon (Lengyelország) díjat nyert.
Gyakran énekelt magyarul Édith Piaf-slágereket is (Harangszó az esti szélben; Himnusz a szerelemről.)
Az 1970-es évek elején férjhez ment Kangyal Ferenchez, az Express együttes dobosához, 1972-ben kislánya született, ezután felhagyott az énekléssel. Ezután főként hangképzéssel, oktatással foglalkozott. 1986. február 5-én hunyt el.

## Fontosabb szereplései
- 1966 – Táncdalfesztivál (Hívjad félre őt)
- 1967 – Táncdalfesztivál (Tudod), illetve Pol-beat fesztivál (Ne ébresszetek fel)
- 1969 – Táncdalfesztivál (Ki adhat tanácsot) és Made in Hungary (Száz évig élj)
- 1971 – Made in Hungary (Én vagyok néked az igazi)

## Számai
A Magyar Rádió- és Televízióújságban fellelhető számai

(elöl a zeneszerző, dalszövegíró, illetve - ha külföldi szám - zárójelben az eredeti előadó)
| 1961 - Majláth - S. Nagy: Nem várok tovább - Hajdú - Vidrányi: Mondd utánam - Schlamburg - Kovács: Szólj, ha bántlak én - Majláth - ifj. Kalmár - S. Nagy István: Nem szabad elsietni - Donida - Vándor: Messze túl 1962 - Bágya - Romhányi: Dunaparti szerelem - Hajdú - Bedő: Mit tudom én - Gyarmathy - Brand: Kósza tavaszi szél - Nikolits fivérek - Mátéffy: Mondd, miért vagy féltékeny? - Majláth - S. Nagy: Ahogy mentem az utcán - Berki - Brand: Van-e remekebb? - Payer - S. Nagy: Te újra elhitetted énvelem - Kőszegi - Garai: Mami, engedd meg - ifj. Zoltán - Kovács: A legszebb ruhámat felveszem - Ulmann - Hajnal: Juci, Juli, Júlia - Tóth - S. Nagy: Így - Brasso - Szenes: Jó, hogy rád találtam én - Wenrich - S. Nagy: Jó az álmodozás (duett Szántó Erzsivel) - Horváth - Rákosi: Feketehajú kis gimnazista - Nikodem - S. Nagy: Két kis luftballon (Josef Zima) 1963 - Hofmann: Mi van velem? - Hadai - Gergely: Ne szólj! - Buday - Róna: Minek a sok beszéd?! (duett Németh Lehellel) - Szegedi - Hámori: Nézz rám! - Payer - Hajnal: Szomjazom - Hajdú - Brand: Holdvilág - Nádas Gábor–Szenes Iván: Engem nem lehet elfelejteni 1964 - Deák - Fülöp: Túl sokat ígérsz - Bágya - Szenes: Különös szerelem - Behár - Szenes: Ami szívemen, a számon - Gyulai Gaál - Szenes: Az első szerelem - Fényes - Bacsó: Egy esős vasárnap délután - Majláth - G. Dénes: Köszönöm, mama - Deák - Hajnal: Száztizenhat éves - Fényes - G. Dénes: Kis hétköznapi boldogság - Majláth - Harsányi: Mendemonda - Körmendi - Tardos: Egy kicsi szerencse - Hofman: Veled - Nádas G. - Vándor: Egy buta kis dallam - Tóth - Tarján: Bár ne lennél olyan hű - Gyulai Gaál - Romhányi: Ma sírnak az angyalok | 1965 - Fényes - Bacsó: Te szeress legalább - Idrányi - Dávid: Jaj, de szánom én Casanovát - Garai Imre: Nem kölcsönbe adtam a szerelmem - Majláth - Kovács: Te vagy a szívügyem, Balaton 1966 - Hofmann: Nem kell a szíved - Berk - Szabó Sándor: Hiszem, ha akarom - Fényes - G. Dénes: Hívjad félre őt - Idrányi - Dávid: Nekem alfa nélkül kell a Rómeó 1967 - Tamássy - Hajnal: Beszélni ezüst - Payer - S. Nagy: Nem fogok szomorkodni érted - Idrányi - Fülöp: Miért most hívsz? - Wolf - Bichter: Hányszor búcsúzunk? - Ondreck - Fülöp: Oh, baby, baby (Helena Vondráčková és Marta Kubišová) - Körmendi - Romhányi: Ugyanúgy - Hofmann: Egyszerre csak - Valsikó György: Ábrándozás - Loewe - G. Dénes: Egész éjjel táncolnék - Hajdú - Szenes: Butaság gondolni rád - Horváth - Szabó Sándor: Csak már tavasz lenne újra - Majláth - Vass: Utólag könnyű - Modugno- Vándor: Úgy szeretlek téged - Havasi - ifj. Kalmár: Fáj a szívem valaki után - Fényes - G. Dénes: Köszi, köszi 1968 - Monnot–Piaf–Reményi Gyenes: Himnusz a szerelemről - Lovas - S. Nagy: Száraz ágon nincs levél 1969 - Almássy - Szilágyi: Ki adhat tanácsot? - Bágya - Fülöp: Száz évig élj - Hofmann: Könnyek, könnyek - Payer - S. Nagy: Úgy érzem, boldog vagyok - Aldobolyi Nagy - Tandori: Úgy látom, néked minden túl kevés 1970 - Turán - Hajnal: Élet vagy halál - Mészáros: Hamuban sült pogácsa 1971 - Kit szeretsz most - Hazlewood–Hoffmann Ödön: Nyári bor 1972 - Hoffmann M - Hoffmann Ö: Ó, ti szegény szerelmesek 1973 - Villard - Bradányi: Harangszó az esti szélben |

## Felvételek
- Vagy mindent vagy semmit - Mikes Éva slágere a 60-as évek elejéről
- Egyszerre csak, 1967
- A szerelem himnusza, 70-es évek eleje
- Nádas Gábor–Szenes Iván:  Engem nem lehet elfelejteni. Mikes Éva  YouTube (2011. október 28.)  (Hozzáférés: 2017. május 6.) (audió)